# Госпитальная улица (Пушкин)

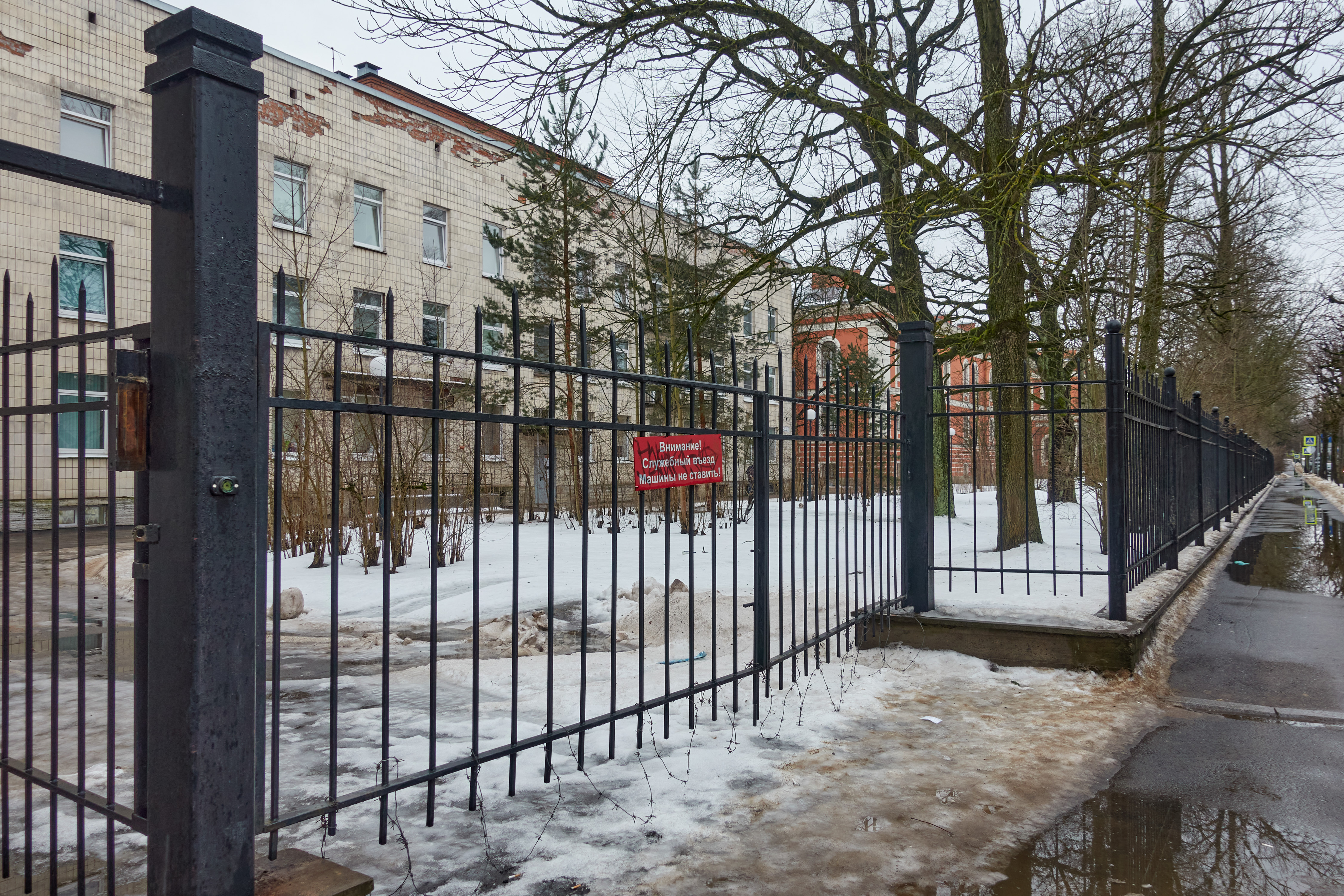
Городская больница № 38 им. Н. А. Семашко, вид с Госпитальной улицы

Госпита́льная улица — улица в городе Пушкине (Пушкинский район Санкт-Петербурга). Проходит от Московской улицы до Октябрьского бульвара. Является продолжением Набережной улицы.

## История
Название Госпитальная улица появилось в начале XIX века по Дворцовому госпиталю (ныне Городская больница № 38 им. Н. А. Семашко, Госпитальная улица, д. 7/2).
23 апреля 1923 года Госпитальную улицу объединили с Набережной улицей и дали общее название улица Пролетку́льта, по культурно-просветительской организации «Пролетарская культура». 7 июля 1993 года исторические названия обеим улицам вернули. Однако при этом не было произведено перенумерации домов, потому нумерация сквозная на двух улицах: последний дом на Набережной — 22/57, а первый на Госпитальной — 24.

## Перекрёстки
- Московская улица / Набережная улица
- Московский переулок
- Пушкинская улица
- Магазейная улица
- Октябрьский бульвар